# Port Washington (Wisconsin)
Pour les articles homonymes, voir Port Washington.
La ville de Port Washington est le siège du comté d'Ozaukee, dans le Wisconsin, aux États-Unis. Elle est située sur le lac Michigan.
Cette ville est connue pour être le lieu où se déroule la sitcom américaine des années 1990 Notre belle famille.[réf. nécessaire]